# لاریسا کارلووا
لاریسا کارلووا (اوکراینی: Лариса Александрівна Карлова؛ زادهٔ ۷ اوت ۱۹۵۸) بازیکن هندبال اوکراینی‌تبار اهل شوروی بود.